# Мюллер, Гуго (скрипач)
Гуго Мюллер (нем. Hugo Müller; 21 сентября 1832, Брауншвейг — 26 июня 1886, там же) — немецкий скрипач.
Сын и ученик Карла Фридриха Мюллера, Гуго Мюллер с 1854 г. играл вторую скрипку во втором Квартете Мюллеров, в составе которого выступали и три его брата. На протяжении десяти лет квартет работал при дворе герцога Саксен-Мейнингенского, затем некоторое время в Висбадене, а с осени 1866 г. в Ростоке, где Гуго Мюллер получил и место солиста в придворном оркестре.